# Factor estimulant de colònies de granulòcits i macròfags
El factor estimulant de colònies de granulòcits i macròfags (GM-CSF, de l'anglès Granulocyte-macrophage colony-stimulating factor), també conegut com a factor estimulant de colònies 2 (CSF2), és una glicoproteïna monomèrica secretada per macròfags, limfòcits T, mastòcits, cèl·lules NK, cèl·lules endotelials i fibroblasts que funciona com una citocina. Els analògics farmacèutics de GM-CSF que es produeixen de manera natural s'anomenen sargramostim i molgramostim.
A diferència del factor estimulant de colònies dels granulòcits, que promou específicament la proliferació i maduració de neutròfils, el GM-CSF afecta més tipus de cèl·lules, especialment els macròfags i els eosinòfils.